# Ignacy Kaczmarek (powstaniec śląski)
Ignacy Kaczmarek (ur. 31 lipca 1881 w Zabrzu, zm. 28 lipca 1944 w Katowicach) – rolnik i powstaniec śląski narodowości polskiej, ofiara represji nazistowskich i mordu sądowego. 

## Życiorys
Urodził się w 1881 roku w Zabrzu na Górnym Śląsku, będącym wówczas częścią II Rzeszy. Brał udział w trzecim powstaniu śląskim. W 1932 roku zamieszkał wraz z rodziną w Halembie (obecnie dzielnica Rudy Śląskiej). 
Po wybuchu II wojny światowej i zajęciu Górnego Śląska przez III Rzeszę został przydzielony do czwartej kategorii volkslisty.
W 1943 r. został aresztowany przez Niemców pod zarzutem przygotowywania zdrady stanu, rozpowszechniania informacji pochodzących z zagranicznych audycji radiowych oraz rozkładowego oddziaływania na siły zbrojne. Rok później niemiecki Wyższy Sąd Krajowy w Katowicach skazał Kaczmarka na karę śmierci. Wyrok wykonano 28 lipca 1944 przez ścięcie na gilotynie.
Ignacy Kaczmarek jest uznany za ofiarę mordu sądowego ze strony wymiaru sprawiedliwości III Rzeszy.

## Upamiętnienie
Jedna z ulic w Rudzie Śląskiej w dzielnicy Halemba nosi jego  imię. Pamięci Kaczmarka poświęcono ufundowaną przez Instytut Pamięci Narodowej tablicę na budynku Zespołu Szkolno-Przedszkolnego nr 2 w Rudzie Śląskiej.